# Iwan Abramowitsch Hannibal

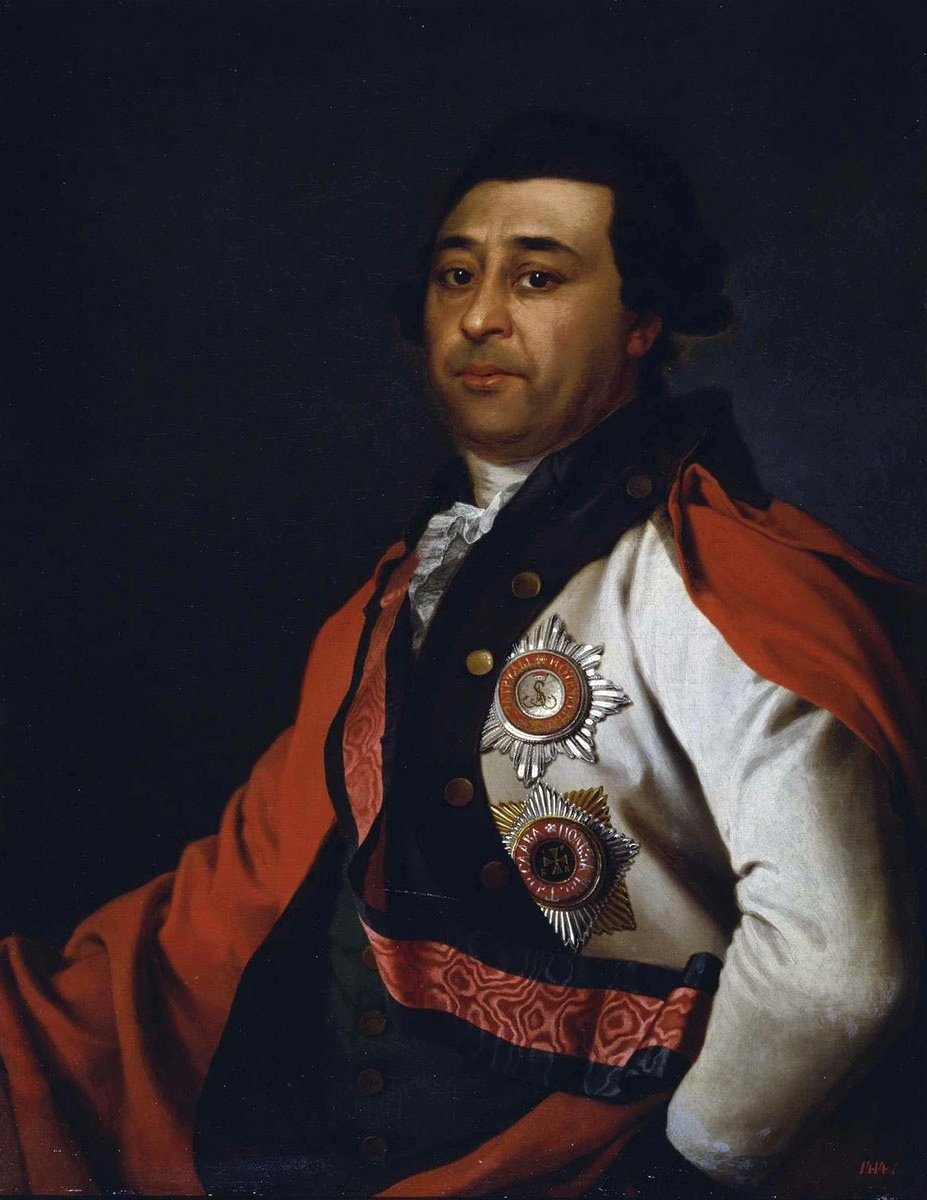
Iwan Abramowitsch Hannibal (D. G. Lewizki, etwa 1790, Schloss Pawlowsk)

Iwan Abramowitsch Hannibal (russisch Иван Абрамович Ганнибал; * 5. Junijul. / 16. Juni 1735greg. auf dem Gutshof Karjaküla bei Reval; † 12. Oktoberjul. / 24. Oktober 1801greg. in St. Petersburg) war russischer Zeugmeister der Marineartillerie und General en chef.

## Leben
Hannibal war das älteste der 11 Kinder des Patensohnes Peters I. Abraham Petrowitsch Hannibal und seiner zweiten Frau Christina Regina von Sjöberg. 1744 wurde Hannibal gegen den Willen der Eltern zur Kaiserlich Russischen Marine eingezogen und auf die St. Petersburger Marineartillerieschule geschickt. Nach dem Abschluss studierte er am St. Petersburger Marine-Institut.
1769 wurde der Oberstleutnant der Artillerie Hannibal zum Zeugmeister der Marineartillerie ernannt. Während des Russisch-Türkischen Krieges (1768–1774) gehörte er der ins Mittelmeer entsandten 1. Archipel-Expedition an. Im April 1770 nahm eine Landungstruppe unter Hannibals Kommando nach 15-tägiger Belagerung die Festung Navarino ein. Im Juli 1770 nahm er an der Seeschlacht von Çeşme teil. Darauf erhielt er den Orden des Heiligen Georg III. Klasse.
1772 wurde Hannibal Generalmajor, 1776 Generalzeugmeister der Marineartillerie und 1777 Mitglied des Admiralitätskollegiums. Unter seiner Leitung wurde 1778 die Stadt Cherson gegründet, und er wurde Kommandant der Festung Cherson. Er organisierte die Lieferung von Holz vom oberen Dnepr, stellte mehr als 500 Zimmerleute ein und baute schnell eine Werft auf. Innerhalb von drei Jahren entstanden in der Stadt ein Palais, eine Admiralität, eine Gießerei, ein Arsenal, Kasernen und Privathäuser. Es gab ausländische Handelshäuser, und griechische und italienische Einwanderer folgten Hannibals Einladung.
1779 wurde Hannibal zum Generalleutnant befördert. 1780 erhielt er 10.000 Dessjatinen Land. 1784 schied er aus Krankheitsgründen und wegen eines Konflikts mit dem allmächtigen Grigori Alexandrowitsch Potjomkin als General en Chef aus dem Dienst und ließ sich auf seinem Landgut Suida bei Gattschina nieder.
Hannibal war nicht verheiratet und starb kinderlos. Er wurde auf dem Lazarus-Friedhof des Alexander-Newski-Klosters begraben. Sein Großneffe Alexander Puschkin ehrte ihn mit Versen in seinem Familienbuch.

## Ehrungen
- Orden des Heiligen Georg III. Klasse (1770)
- Orden der Heiligen Anna (1775)
- Alexander-Newski-Orden (1781)
- Orden des Heiligen Wladimir I. Klasse (1783)[2]